# 北城门楼
北城门楼，又名拱辰门，位于山西省忻州市忻府区旧城北端，是中华人民共和国山西省文物保护单位之一。
2004年6月10日，授予山西省文物保护单位，是一座古建筑。